# Joachim Fernandez
Joachim Fernandez (Ziguinchor, 6 de diciembre de 1972-Domont, 19 de enero de 2016) fue un futbolista senegalés que jugaba en la demarcación de defensa.

## Biografía
Tras formarse en las filas inferiores del Girondins de Burdeos, se fue en calidad de cedido al CS Sedan Ardennes y posteriormente al Angers SCO, volviendo al Girondins por una temporada en 1995 y alcanzando la final de la Copa UEFA 1996. Tras una corta temporada en el SM Caen viajó a Italia para fichar por el Udinese Calcio, con el que quedó en quinta posición en la Serie A. Después fichó por el AC Monza, con el que jugó en la Serie B. Tras una temporada sin jugar en el AC Milan, fichó por el Toulouse FC, y después por el Dundee United FC. Finalmente, en 2001, se retiró como futbolista en el Persma Manado de Indonesia.
Falleció el 19 de enero de 2016 a los 43 años de edad.

## Clubes
| Club                 | País      | Año         | Partidos | Goles |
| -------------------- | --------- | ----------- | -------- | ----- |
| CS Sedan Ardennes    | Francia   | 1993 - 1994 | 39       | 1     |
| Angers SCO           | Francia   | 1994 - 1995 | 29       | 1     |
| Girondins de Burdeos | Francia   | 1995 - 1996 | 9        | 0     |
| SM Caen              | Francia   | 1996 - 1997 | 29       | 2     |
| Udinese Calcio       | Italia    | 1997        | 1        | 0     |
| AC Monza             | Italia    | 1997 - 1999 | 2        | 0     |
| AC Milan             | Italia    | 1999 - 2000 | 0        | 0     |
| Toulouse FC          | Francia   | 2000        | 1        | 0     |
| Dundee United FC     | Escocia   | 2000        | 7        | 0     |
| Persma Manado        | Indonesia | 2001        | 2        | 1     |